# Оппенгейм, Деннис

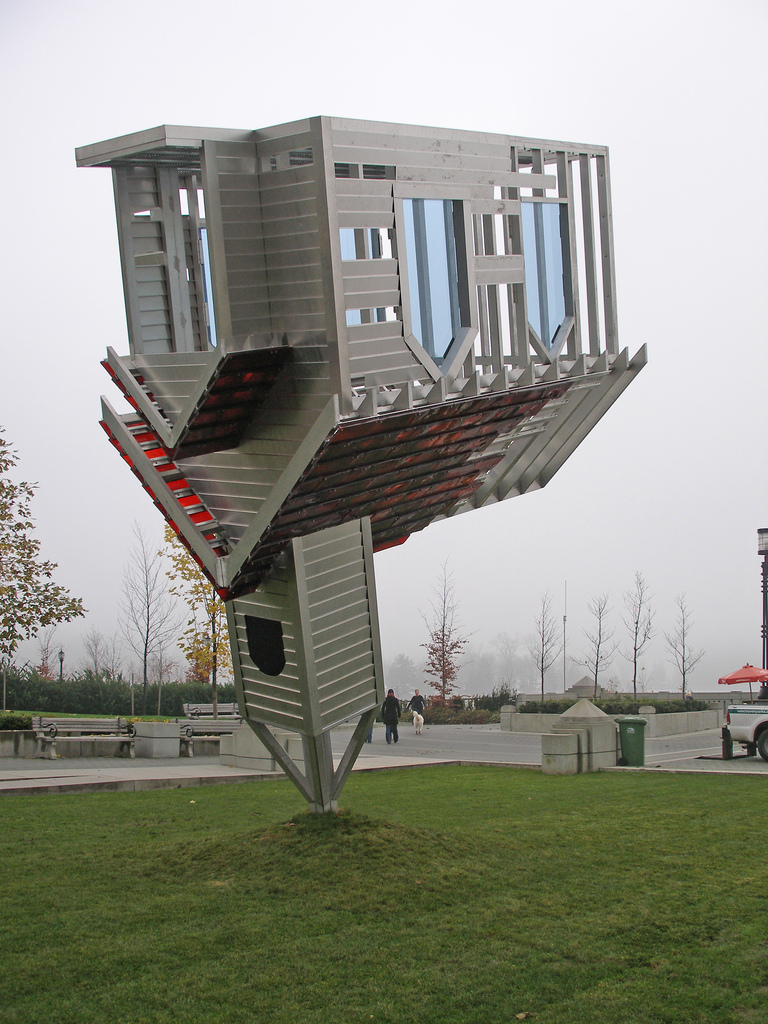
Устройство для искорененья зла (1997)

Де́ннис О́ппенгейм (англ. Dennis Oppenheim; 6 сентября 1938, Электрик-Сити — 21 января 2011, Нью-Йорк) — американский художник, скульптор, фотограф.

## Биография
Родился в 1938 в Электрик-Сити, штат Вашингтон. В 1964 получил степень BFA (бакалавр) Калифорнийского колледжа искусств и ремёсел (англ. California College of Arts and Crafts)в Окленде, штат Калифорния, в 1965 — степень MFA (магистр) Стэнфордского университета (англ. Stanford University) в Пало-Алто, штат Калифорния. В 1965 Оппенгейм переехал в Нью-Йорк, где в 1964 состоялся его первый перформанс. В 1997 он был включён в Венецианскую биеннале.
В конце ноября 2010 года у Оппенгейма диагностировали рак печени. Он скончался 21 января 2011 года.

## Экспозиции
- 1968: «Earthworks», Нью-Йорк, Dwan Gallery
- 1969: «Earth Art», Итака, штат Нью-Йорк, Корнеллский университет, Andrew Dickson White Museum of Art

«When Attitudes Become Form», Берн, Kunstahalle
- 1973: Сан-Франциско, Museum of contemporary art
- 1979: Париж, Musée d’art moderne de la Ville de Paris
- 1981: Женева, Galerie Malacorda

Нью-Йорк, Galerie Sonnabend
- 1983: Нью-Йорк, Whitney Museum of American Art

Женева, Galerie Eric Franck
- 1990: Нью-Йорк, John Gallery

Кёльн, Galerie Berndt+Krips
Брюссель, Liverpool Gallery
- 1991: «Dennis Oppenheim, selected works 1967-90», Нью-Йорк, P.S.1 Museum
- 1995: Милан, Ierimonti Gallery
- 1996: Женева, Mamco